# 마누엘 플레이타스 솔리치
마누엘 플레이타스 솔리치(스페인어: Manuel Fleitas Solich, 1900년 12월 30일~1984년 3월 24일)는 파라과이의 축구 선수, 감독이다. "마법사"(El Brujo)라는 별명으로 잘 알려져 있다.

## 클럽 경력
아순시온에서 태어난 플레이타스 솔리치는 파라과이의 클루브 나시오날 소속으로 1924년과 1926년에 리가 파라과야에서 우승하였다. 그는 아르헨티나의 축구팀인 보카 주니어스에서도 활동했는데, 주장 완장을 차고 1930년에 아르헨티나 리그에서 우승을 차지했다. 그는 보카 소속으로 모든 대회를 통틀어 99경기에 출전하였고, 15골을 넣었다. 1930년에 부상을 당했으며, 선수 생활을 하는 동안 완쾌하지 못했다.
보카 주니어스를 떠난 후에도 아르헨티나에 남아 현지의 축구팀인 라싱 클루브, 플라텐세, 타예레스 에스칼라다 소속으로 뛰었었다.

## 국가대표팀 경력
파라과이 국가대표로 활동했던 플레이타스 솔리치는 국제 A매치에 32번 출전하여 6골을 기록하였다. 1919년 5월 11일 아순시온에서 열린 아르헨티나와의 친선 경기를 통해 A매치 첫 출전을 이뤘다.

## 감독 경력
플레이타스 솔리치는 화려한 감독 경력을 자랑하는데, 그는 파라과이를 이끌고 1947년에 코파 아메리카 준우승을 차지하였고, 1953년에 같은 대회에서 우승을 하였는데, 이는 파라과이가 거둔 첫 코파 아메리카 우승이었다. 그는 1950년 FIFA 월드컵에서도 파라과이 국가대표팀 감독을 맡았다. 클럽 무대에서, 그는 여러 브라질 구단의 선수단들을 이끌었는데, 그가 이끈 선수단으로는 파우메이라스, 코린치앙스, 아틀레치쿠 미네이루, 플루미넨시, 그리고 플라멩구가 있었는데, 맨 마지막에 명시한 구단 소속으로 여러 우승을 차지하였다. 플레이타스 솔리치는 유럽 무대에서 1959-60 시즌에 레알 마드리드를 지휘했는데, 그 동안 스페인 구단은 21승 5무 4패의 성적을 냈다. 뉴얼스 올드 보이스, 킬메스, 클루브 리베르타드와 같은 아르헨티나 구단들과 친정 구단 클루브 나시오날도 지휘한 경험이 있다.